# 克鲁泡特金 (伊尔库茨克州)
克鲁泡特金（羅馬化：Kropotkin），旧称吉洪诺扎顿斯基（Тихоно-Задонский），是俄罗斯伊尔库茨克州的工人村（市级镇），属博代博区，位于勒拿河流域中内格里河（Ныгри）畔，在区行政中心博代博及州府伊尔库茨克东北方。
原名吉洪诺扎顿斯基，以东正教圣人扎顿斯克的吉洪命名。1932年改为现名以纪念彼得·阿列克谢耶维奇·克鲁泡特金。该地2021年人口有945人；2010年人口1,335；2002年人口1,812；1989年人口2,770。